# 艾跃进
艾跃进（1958年7月12日—2016年4月21日），天津人，祖籍重庆市奉节县，毛泽东思想研究者、军事学家、演讲家，中共党员，南开大学马克思主义学院教授、博士生导师、天津市国学研究会副会长，中国非军事院校第一个军事学硕士点——南开大学军事学科创始人，從南开大学獲得學士學位后便留校工作。
2006年，南开大学将招收军事学军事思想专业硕士研究生。这是中国首次在非军事院校设立军事学硕士点，他担任导师。曾担任全国大专辩论会和国际大学群英辩论会总决赛评委。
2016年4月21日22时18分因胃癌逝世于天津，终年57岁。